# Напакиак (Аљаска)
Напакиак (енгл. Napakiak) град је у америчкој савезној држави Аљаска.

## Демографија
По попису из 2010. године број становника је 354, што је 1 (0,3%) становника више него 2000. године.
| Група                 | 2000.       | 2010.       |
| Амерички староседеоци | 339 (96,0%) | 344 (97,2%) |
| Белци                 | 5 (1,4%)    | 10 (2,8%)   |
| Афроамериканци        | 6 (1,7%)    | 0 (0,0%)    |
| Азијати               | 0 (0,0%)    | 0 (0,0%)    |
| Хиспаноамериканци     | 1 (0,3%)    | 0 (0,0%)    |
| Укупно                | 353         | 354         |